# بير بانغ
بير بانغ (بالنرويجية البوكمول: Per Bang)‏ هو صحفي نرويجي، ولد في 29 نوفمبر 1922، وتوفي في 24 أبريل 2010.